# Iúlia Miasnikova
Iúlia Miasnikova (nascuda el 13 de juny del 1993) és una defensa de futbol kazakh que juga al campionat del Kazakhstan amb el BIIK Kazygurt, on ja jugava abans del traslat del club d'Almaty a Ximkent, quan s'anomenava Alma KTZh. Va debutar amb la selecció del Kazakhstan al 2010.

## Trajectòria
- Shakhter Karagandy
- BIIK Kazygurt (2009–)